# William Wolff (Rabbiner)

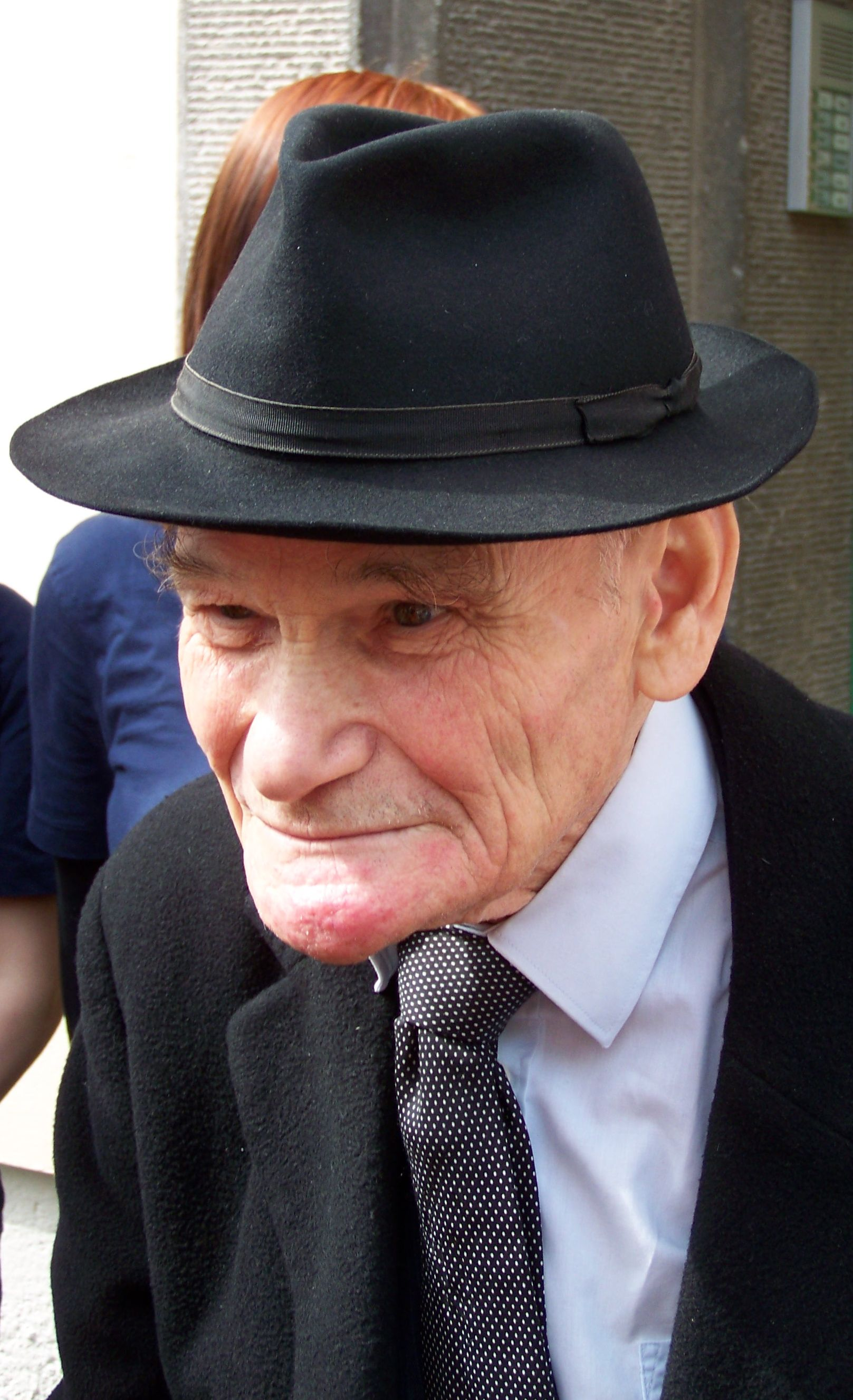
William Wolff (2009 in Stralsund)

William Wolff (geboren am 13. Februar 1927 in Berlin als Wilhelm Wolff; gestorben am 8. Juli 2020 in London) war ein deutsch-britischer Journalist und Rabbiner.

## Leben
Wolff wurde 1927 als eines von drei Kindern deutscher Juden in Berlin geboren. Als er sechs Jahre alt war, flohen seine Eltern mit ihnen im Jahr der Machtergreifung 1933 nach Amsterdam und von dort im Jahr 1939 nach London.
Nach Studien, unter anderem der Nationalökonomie, wurde Wolff Journalist. Er arbeitete als Ressortleiter beim Daily Mirror. Wolff war zunächst zuständig für Innenpolitik, insbesondere die Parlamentsberichterstattung. Danach wechselte er zur Außenpolitik mit dem Spezialthema Beitritt Großbritanniens zur Europäischen Gemeinschaft. Vier Jahre war er für die Gesellschaftsnachrichten zuständig. In Deutschland trat er auch Anfang der 1970er-Jahre in der Fernsehsendung Der Internationale Frühschoppen auf.
Von 1979 bis 1984 erhielt er eine Ausbildung am Leo Baeck College; Anfang Juli 1984 erhielt er in London die Semicha (rabbinische Ordination). Er wirkte u. a. an der West London Synagogue, in Newcastle upon Tyne (1986–1990), in Milton Keynes (1990–1993), Reading und Brighton (1993–1997) sowie in Wimbledon (1997–2002). Am 23. April 2002 wurde er in Schwerin in das Amt des Landesrabbiners von Mecklenburg-Vorpommern berufen, wo er drei jüdische Gemeinden betreute. 2005 wurde er zum stellvertretenden Vorsitzenden der Allgemeinen Rabbinerkonferenz Deutschlands gewählt. 2014 erhielt er am 27. Januar, dem Tag des Gedenkens an die Opfer des Nationalsozialismus, die Ehrenbürger-Würde in Schwerin. Wolffs Vertrag als Landesrabbiner endete am 31. März 2015. Er behielt den Titel Landesrabbiner und wollte in beschränktem Umfang ehrenamtlich weiterarbeiten. Er beabsichtigte jedoch, künftig die meiste Zeit in England zu verbringen, wo er in Henley-on-Thames ein Eigenheim bewohnte. Sein Nachfolger wurde Yuriy Kadnykov.
William Wolff starb am 8. Juli 2020 im Alter von 93 Jahren in London.

## Würdigungen
- Siemerling-Sozialpreis 2006[7]
- Ehrendoktorwürde der Theologischen Fakultät der Universität Greifswald, 25. Oktober 2006[8]
- Bundesverdienstkreuz I. Klasse, Oktober 2007
- Israel-Jacobson-Preis, 2007
- Ehrenbürger der Landeshauptstadt Schwerin, 27. Januar 2014
- Ehrenbürger von Rostock: Am 12. Juni 2017 wurde ihm „in Würdigung seiner außergewöhnlichen und bleibenden Verdienste für die Jüdische Gemeinde Rostock, den interreligiösen Dialog sowie das Gemeinwohl der Bürgerinnen und Bürger der Hansestadt Rostock“ die Ehrenbürgerschaft der Stadt Rostock verliehen.[9]

## Darstellung Wolffs in der bildenden Kunst
- Anna Martha Napp (* 1982): Rabbi William Wolff (2023, Statuette; Bronze, Guss, H: 43 cm; Guss: Bronzegießerei Statuarius, Bremen)[10]

## Filme
- William  Wolff ist einer der Interviewten im Dokumentarfilm Im Himmel, unter der Erde über den jüdischen Friedhof Berlin-Weißensee der Regisseurin Britta Wauer.
- Ebenfalls von Wauer stammt der Dokumentarfilm Rabbi Wolff. Er zählt zu den drei erfolgreichsten deutschen Dokumentarfilmen 2016.[11]